# Motion Picture Alliance for the Preservation of American Ideals

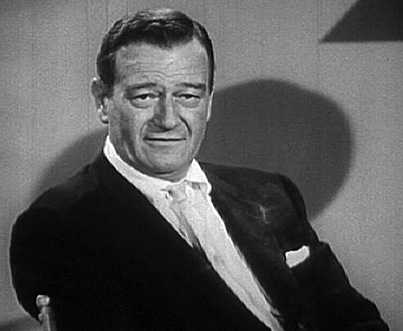
L'attore e regista John Wayne, che prestò servizio come presidente dell'organizzazione per quattro anni, dal marzo 1949 al giugno 1953.

La Motion Picture Alliance for the Preservation of American Ideals (MPA), in italiano Società cinematografica per la salvaguardia degli ideali americani, è stata un'organizzazione statunitense composta da importanti personalità dell'industria cinematografica hollywoodiana, di orientamento politico conservatore e reazionario. 
Venne fondata nel 1944 con lo scopo dichiarato di difendere l'industria cinematografica, e il paese nel suo complesso, dall'infiltrazione comunista e fascista.
L'organizzazione cessò ufficialmente di esistere nel 1975.

## Membri
Tra i membri più importanti figuravano: Ward Bond, Walter Brennan, Clarence Brown, Charles Coburn, Gary Cooper, Laraine Day, Cecil B. DeMille, Walt Disney, Irene Dunne, Victor Fleming, John Ford, Clark Gable, Cedric Gibbons, Hedda Hopper, Paul Lukas, Leo McCarey, James Kevin McGuinness, Adolphe Menjou, Robert Montgomery, George Murphy, Fred Niblo, Dick Powell, Ayn Rand, Ronald Reagan, Ginger Rogers, Morrie Ryskind, Barbara Stanwyck, Norman Taurog, Robert Taylor, King Vidor, John Wayne e Sam Wood.